# Algebra nad ciałem
Algebra nad ciałem (algebra liniowa) – przestrzeń liniowa wyposażona w dwuliniowe (wewnętrzne) działanie dwuargumentowe, nazywane mnożeniem (wektorów), które czyni z niej pierścień (niekoniecznie łączny).

## Definicja algebry
Niech {\displaystyle X} będzie przestrzenią liniową nad ciałem {\displaystyle K.} Jeżeli dane jest działanie dwuargumentowe {\displaystyle X\times X\to X} mnożenia wektorów, które dla dowolnych {\displaystyle \mathbf {x} ,\mathbf {y} ,\mathbf {z} \in X} oraz {\displaystyle a\in K} spełnia warunki
- lewostronnej i prawostronnej rozdzielności względem dodawania wektorów,
{\displaystyle (\mathbf {x} \mathbf {+} \mathbf {y} )\mathbf {z} =\mathbf {xz} \mathbf {+} \mathbf {yz} ,}
{\displaystyle \mathbf {x} (\mathbf {y} \mathbf {+} \mathbf {z} )=\mathbf {xy} \mathbf {+} \mathbf {xz} ,}
- zgodności z działaniem mnożenia przez skalary,
{\displaystyle a(\mathbf {xy} )=(a\mathbf {x} )\mathbf {y} =\mathbf {x} (a\mathbf {y} ),}

to {\displaystyle X} z tak wprowadzoną strukturą nazywa się algebrą nad ciałem {\displaystyle K} bądź {\displaystyle K}-algebrą.

## Baza i wymiar algebry. Podalgebra. Ideał
Bazą algebry {\displaystyle X} nazywa się bazę przestrzeni liniowej {\displaystyle X.}
Wymiarem algebry {\displaystyle X} jest wymiar przestrzeni {\displaystyle X.}
Podalgebrą algebry {\displaystyle X} nazywa się jej podprzestrzeń liniową {\displaystyle Y,} która jest zarazem podpierścieniem pierścienia {\displaystyle X,} tzn. jeżeli {\displaystyle \mathbf {y} ,\mathbf {z} \in Y,} to {\displaystyle \mathbf {yz} \in Y} oraz {\displaystyle \mathbf {zy} \in Y.}
Ideałem lewostronnym (lub ideałem prawostronnym) algebry nazywa się taką jej podprzestrzeń liniową {\displaystyle Y,} która jest lewostronnym (odpowiednio prawostronnym) ideałem pierścienia {\displaystyle X,} a więc jeżeli {\displaystyle \mathbf {y} \in Y} oraz {\displaystyle \mathbf {x} \in X,} to {\displaystyle \mathbf {xy} \in Y} (odpowiednio {\displaystyle \mathbf {yx} \in Y}).

## Szczególne rodzaje algebr

### Algebra łączna
– algebra, w której mnożenie wektorów jest łączne.
Powstały pierścień jest łączny (jest to jeden z najczęściej nakładanych na pierścienie warunków).

### Algebra przemienna
– algebra, w której mnożenie wektorów jest przemienne.
Algebra przemienna tworzy wtedy pierścień przemienny, a warunki lewo- i prawostronnej rozdzielności są równoważne.

### Algebra z jedynką
– zwana też algebrą unitarną, nieściśle: algebrą z jednością – algebra, w której działanie ma element neutralny różny od elementu zerowego {\displaystyle \mathbf {0} .}
Oznacza to, że pierścień ma jedynkę i jest przy tym nietrywialny.

### Algebra z dzieleniem
– algebra z jedynką, w której każdy niezerowy element jest odwracalny.
Oznacza to, że pierścień jest z dzieleniem.
Tw. Algebra łączna i przemienna z dzieleniem tworzy ciało.

## Homomorfizm algebr
Ponieważ algebra jest jednocześnie przestrzenią liniową i pierścieniem to homomorfizmem algebr nazywamy funkcję która jest jednocześnie homomorfizmem przestrzeni liniowych i homomorfizmem pierścieni. Tzn. homomorfizmem algebr {\displaystyle (A_{1},\cdot ),\ (A_{2},\bullet )} nad tym samym ciałem {\displaystyle K} nazywamy funkcję {\displaystyle h:A_{1}\to A_{2}} która spełnia 
{\displaystyle h(v+w)=h(v)+h(w)}
{\displaystyle h(\alpha v)=\alpha h(v)}
{\displaystyle h(v\cdot w)=h(v)\bullet h(w).}

## Przykłady algebr
- Dowolne ciało tworzy algebrę nad samym sobą (w tym ciało liczb zespolonych).
- Algebra kwaternionów (pierścień z dzieleniem) – to algebra nieprzemienna.
- Każde rozszerzenie ciała {\displaystyle L\supseteq K} może być traktowane jako {\displaystyle K}-algebra przemienna z mnożeniem zewnętrznym elementów z {\displaystyle L} przez elementy z {\displaystyle K} zdefiniowanym jako zawężenie mnożenia {\displaystyle \cdot \colon L\times L\to L} do {\displaystyle \cdot |_{K}\colon K\times L\to L.}
- Algebra macierzy: zbiór macierzy kwadratowych stopnia {\displaystyle n>1} nad ciałem liczb rzeczywistych lub zespolonych, z dodawaniem i mnożeniem macierzy przez siebie oraz mnożeniem macierzy przez skalar; jest to algebra nieprzemienna o wymiarze {\displaystyle n^{2}.}
- Algebra endomorfizmów: zbiór wszystkich endomorfizmów przestrzeni liniowej (zob. przekształcenie liniowe) {\displaystyle V} wymiaru większego niż {\displaystyle 1} z działaniami ich dodawania i mnożenia oraz mnożenia endomorfizmów przez skalary (określonymi punktowo) jest algebrą nieprzemienną.
- Pierścień wielomianów {\displaystyle K[X]} oraz ciało wyrażeń wymiernych {\displaystyle K(X)} (bądź odpowiednio funkcji wielomianowych oraz funkcji wymiernych) z dodawaniem i mnożeniem elementów oraz mnożeniem ich przez skalar (określonymi punktowo, zob. przestrzeń funkcyjna) tworzą zwykle algebry nieprzemienne.
- Algebra Liego – algebra, w której mnożenie wektorów jest dwuliniowe, antysymetryczne i spełnia tożsamość Jacobiego. Mnożenie to nazywa się nawiasem Liego.
- Algebra Leibniza – algebra, w której mnożenia spełnia tożsamość Leibniza. Algebra Leibniza jest algebrą Liego wtedy i tylko wtedy, gdy mnożenie jest antyprzemienne. Każdą algebrę łączną można przekształcić w algebrę Liego / Leibniza, jeżeli zdefiniuje się działanie mnożenia jako komutator / antykomutator.
- Funkcje schodkowe[potrzebny przypis];
- Algebra zerowa, w której iloczyn dowolnych dwóch elementów wynosi 0, jest algebrą łączną i przemienną, ale nie unitarną. Może być rozszerzona do algebry z jedynką poprzez wzięcie sumy prostej jej i ciała, czego przykładem są liczby dualne.
- Algebra grupowa, zdefiniowana dla dowolnej grupy skończonej {\displaystyle G} jako zbiór wszystkich wyrażeń formalnych postaci {\displaystyle \sum _{g\in G}\alpha _{g}g,} gdzie współczynniki są elementami ciała. Działania dodawania i mnożenia przez skalary są określone tak jak w przestrzeniach wektorowych. Mnożenie jest zdefiniowane jako mnożenie wyrażeń algebraicznych, gdzie mnożeniu elementów {\displaystyle G} odpowiada działanie grupowe.
- Algebra incydencji, zdefiniowana dla dowolnego lokalnie skończonego częściowego porządku {\displaystyle (X,\leqslant )} jako zbiór funkcji na parach {\displaystyle a,b} elementów {\displaystyle X} równych 0 dla wszystkich par niespełniających {\displaystyle a\leqslant b.} Dodawanie i mnożenie przez skalar są zdefiniowane punktowo; mnożenie za pomocą splotu {\displaystyle (f*g)(a,b)=\sum _{a\leqslant x\leqslant b}f(a,x)g(x,b).} Dla porządku lokalnie skończonego taka suma ma skończenie wiele składników.